# 카티가라
카티가라(Cattigara)는 여러 고대 사료들에서 마그누스 시누스에 있다고 묘사된 주요 항구 도시의 이름이다. 현대 학자들은 카티가라를 오늘날 베트남의 옥에오 유적지와 연관시킨다.

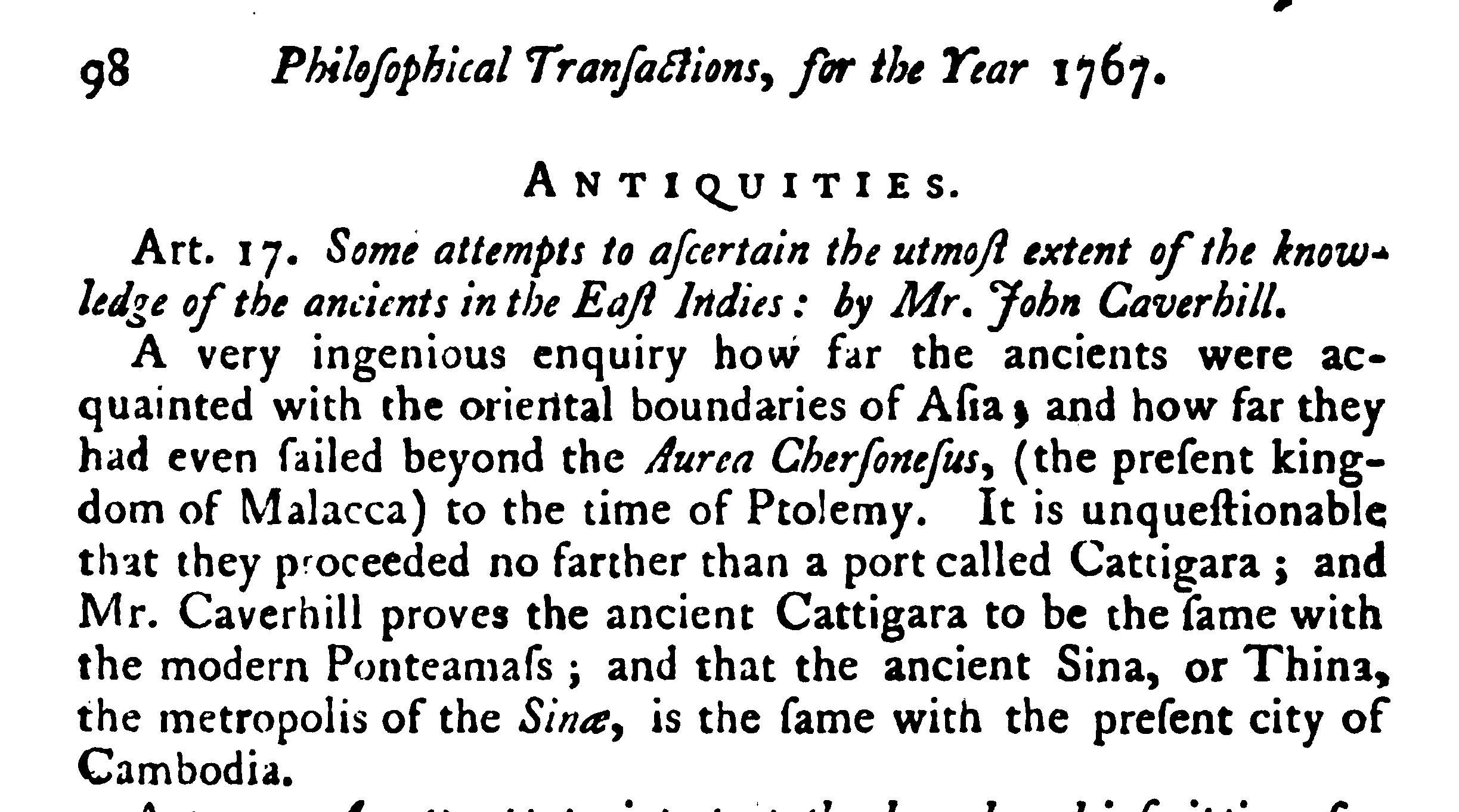
Mr Caverhill은 고대 카티가라가 오늘날의 ‘하띠엔‘(Ponteamass, Banteaymeas)과 같은 곳임을 ’증명‘하였다 The Monthly Review, Or, Literary Journal, Volume 40, 1769, p.98.

## 프톨레마이오스의 묘사

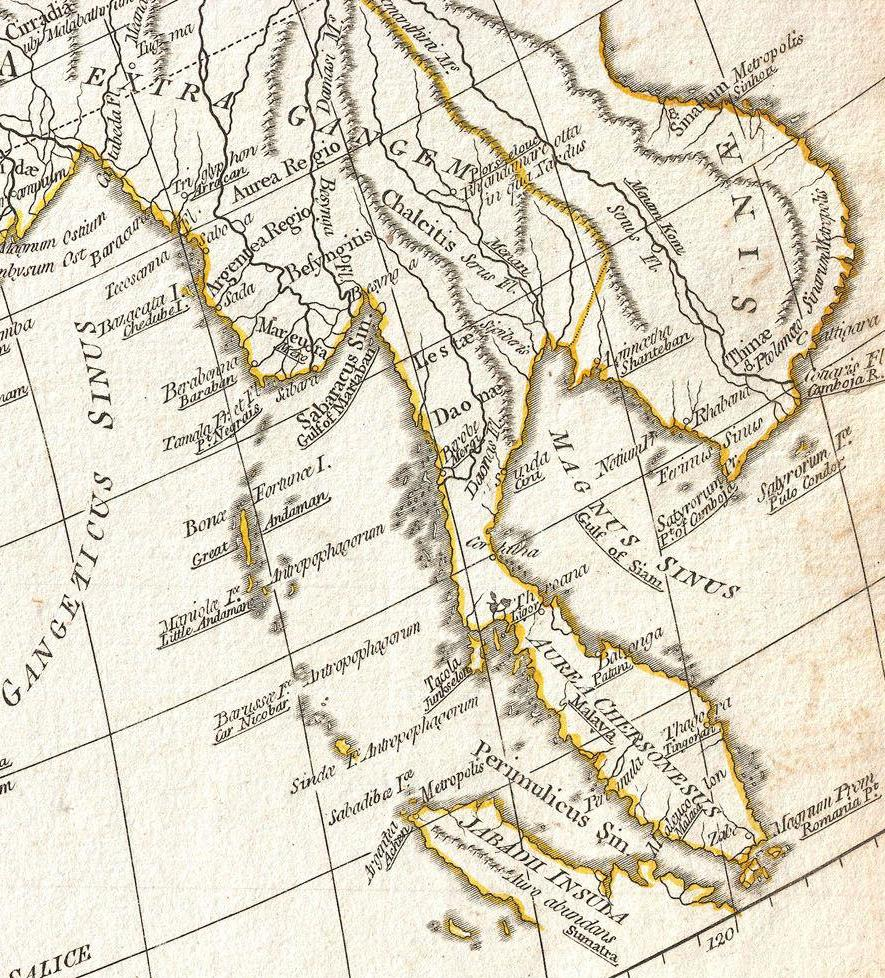
당빌의 Orbis Veteribus Notus (고대인들에게 알려진 세계)에서 카티가라(Cotiaris)는 메콩강 어귀에 배치되었다

키티가라는 2세기 알렉산드리아의 지리학자 클라우디오스 프톨레마이오스가 (오자 때문에) 적도의 남쪽 8½ 지점인 인도 바다를 끼고 있는 극동쪽 만의 땅에 붙인 명칭이다.
'카티가라'(Cattigara)라는 명칭은 '유명한 도시'를 뜻하는 산스크리트어 '키르티나가라'(कीर्ति- नगर) 또는 '강력한 도시'를 뜻하는 '코티나가라'(कोटि-नगर)에서 비롯했을 것이다.
학계는 프톨레마이오스의 카티가라가 적도 북쪽 8½° 지점에 있고 현재의 사이공이 갖고 있는 메콩강 하류의 주 항구이자 집산지 역할의 전신이었음을 밝혀냈다.
John Caverhill은 카티가라가 옥에오에서 멀지 않은 메콩 델타의 항구 반띠미어(Banteaymeas, 오늘날 하띠엔)라고 1767년에 추론하였다. 1979년에 '하띠엔 내 역사적 맥락 및 옥에오에 대한 철저한 연구'는 해당 지역에 대한 정확한 이해와 해석이 필수불가결적이라는 Jeremy H.C.S. Davidson의 요구는 여전히 해결이 되지 않은 채 있다.
18세기 프랑스의 지리학자 장바티스트 부르기뇽 당빌은 카티가라를 메콩강 하류에 위치시켰으며(Cottiaris로 표기), 이는 그의 지도 'Orbis Veteribus Notus' (고대인들에게 알려진 세계)에 나타나 있다.
스웨덴의 요트 조종사이자 저술가인 비에른 란스트룀은 또한 고대 상인이자 뱃사람인 알렉산로스가 제시한 항해 방향을 통해서, 카티가라가 메콩강 하류에 있었다는 결론을 내렸다.
'초기 동남아시아의 역사의 아버지'라 칭해지는 조르주 세데스는 다음과 같이 말하였다: "3세기 중엽쯤 후난은 이미 중국와 인도의 관계를 맺고 있었고, 시암만의 서쪽 해안이 그리스 항해사들이 도달한 최극단 지점이라는 것을 알게 되는 것과 프톨레마이오스가 언급한 카티가라항이 있다는 것은 의심의 여지가 없다." A.H. Christie는 1979년에 '비록 소수에 불과한 로마 시대의 오리엔트 유물의 그 존재'가 옥에오가 프톨레마이오스가 언급한 그 카티가라라고 하는 추측의 무게를 더하고 있다고 말하였다. 저명한 독일의 고전학자 알브레히트 딜레는 다음과 같이 말하며 이러한 관점을 지지하였다:
프톨레마이오스가 언급한 알렉산드로스의 항해 기록을 통하여, 카티가라는 실제로 메콩강 삼각주에만 위치할 수 있었는데, 왜냐하면 알렉산드로스는 먼저 말라카반도의 동쪽 해안선을 따라 방콕이 있는 북쪽으로 항해했고, 그 뒤로는 해안을 따라 남동쪽으로 갔고, 그리하여 카티가라에 도착하였다. 우리는 이 과정에서 추가적인 변화가 있다는 것에 들어본 적이 없다. 게다가, 고대 후난 왕국이 있었던 메콩 삼각주 서쪽의 옥에오에서 엠포리움이 발굴되었고, 그리스도 이후 2세기의 로마 유물들이 발견되었다.
아디르 차크라바르티는 다음처럼 결론 지었다: "코친차이나 지역에 트랑바싹의 쁘놈 바 테 남쪽에 있는 옥에오에서 발굴된 고고학 유물들은 이곳이 후난의 대항구였음을 의심의 여지 없이 증명하며, 그리고 말라레와 세데스가 제시했던 것처럼 프톨레마이오스의 카티가라 엠포리움과 동일시될 수 있다."

## 콜럼버스의 참바 탐색
프톨레마이오스의 인도를 받은, 신세계의 탐험가들은 초창기에는 카티가라로 향하는 길을 찾으려 했었다. 프톨레마이오스의 지도를 수정하여 헨리쿠스 마르텔루스 게르마누스가 제작한 1489년 세계 지도에서 아시아는 남동쪽의 카티가라 곶이라는 지점에서 끝이 났다. 아메리고 베스푸치는 1499년 항해에 관한 기록물에서, 그는 스페인에서 서쪽 방향으로 카티가라 곶 부근 서쪽 대양 (대서양)을 가로질러, 카티가라 곶의 남동쪽 지점에 해당하는 황금반도 (말레이반도) 동쪽에 위치한 시누스 마그누스로 진입해 말라카에 이르고 싶음을 표하였다. 시누스 마그누스는 실제로는 타이만이다.
크리스토퍼 콜럼버스는 그의 네 번째이자 마지막 항해에 해당하는 1502년–1503년 항해 때, 참파 해안을 따라 카티가라 곶을 돌아 남쪽으로 간 다음 신세계와 카티가라를 분리하는 해협을 통해 시누스 마그누스의 말라카로 항해할 계획을 세웠었다. 그는 이 경로를 마르코 폴로가 1292년 중국에서 인도로 갔던 그 경로라고 생각했었다. 콜럼버스는 동시에 바스코 다 가마의 지휘 하에 포르투갈에서 출발한 파견대와 희망봉 주변에서 만날 계획을 짰고, 다 가마에게 전할 스페인 군주들의 신임장을 챙겼다. 코스타리카 해안의 카리아이(Cariay)에 도달했을 때, 콜럼버스는 그가 참파의 황금 광산에 근접해 있다고 생각했었다. 1503년 7월 7일, 그는 자메이카에서 다음과 같이 기록하였다: "나는 카리아이에 도착했다...이곳에서 나는 내가 찾고 있던 참바 (참파)의 황금 광산에 대한 소식을 들었다".